# Астрильд білочеревий
Астри́льд білочеревий (Estrilda nonnula) — вид горобцеподібних птахів родини астрильдових (Estrildidae). Мешкає в Центральній Африці.

## Опис
Довжина птаха становить 10,5-11 см, вага 6,5-9 г. У самців обличчя і верхня частина голови чорні. Верхня частина тіла світло-попелясто-сіра, поцяткована тонкими чорними смужками, особливо помітними на крилах. Надхвістя і верхні покривні пера хвоста яскраво-червоні, боки червоні. Підборіддя, горло, щоки і скроні білі, решта нижньої частини тіла біла або білувато-сіра, в залежності від підвиду. Очі червонувато-карі, лапи тілесно чорного кольору. Дзьоб міцний, чорний, з червоними смугами з боків на верхній частині та з червоною плямою знизу біля основи. У самиць верхня частина тіла має коричнювато-сірий відтінок, смужки на ній також коричнюваті і більш тонкі, ніж у самців. У молодих птахів смужки на тілі відсутні.

## Підвиди
Виділяють три підвиди:
- E. n. elizae Alexander, 1903 — острів Біоко;
- E. n. eisentrauti Rothschild & Hartert, EJO, 1900 — гора Камерун;
- E. n. nonnula Layard, EL, 1878 — від південно-східної Нігерії і Камеруну до Південного Судану, західної Кенії і північно-західної Танзанії.

## Поширення і екологія
Білочереві астрильди мешкають в Нігерії, Камеруні, Екваторіальній Гвінеї, Габоні, Центральноафриканській Республіці, Республіці Конго, Демократичній Республіці Конго, Південному Судані, Уганді, Руанді, Бурунді, Кенії і Танзанії, спостерігалися в Беніні. Вони живуть в різноманітних природних середовищах — в саванах, місцями порослих деревами і чагарниками, на голих плоскогір'ях, в заростях трав і бамбуків, на узліссях тропічних лісів та на порослих травою лісових галявинах, а також в садах і на полях. На горі Камерун зустрічаються на висоті до 3000 м над рівнем моря, однак на більшій частині ареалу зустрічаються на нижчих висотах.
Білочереві астрильди є дуже соціальними птахами, по завершенню сезону розмноження вони утворюють зграї, які нараховують до кількох сотень птахів. Іноді вони приєднуються до змішаних зграй птахів. Білочереві астрильди живляться переважно насінням трав, наприклад, мишія, віддають перевагу незрілим зернам, яких збирають прямо з колосся. Також вони живляться пагонами, ягодами і плодами, а також дрібними комахами, зокрема літаючими термітами, яких вони ловлять в польоті.
Початок сезону розмноження різниться в залежності від регіону і зазвичай припадає на завершення сезону дощів. Пара птахів будує гніздо, яке має кулеподібну форму, робиться з переплетених стебел трави і рослинних волокон, розміщується в густих чагарниках. Часто на вершині справжнього гнізда знаходиться фальшиве, в якому відпочиває самець. В кладці від 3 до 6 білуватих яєць. Інкубаційний період триває 2 тижні. Пташенята покидають гніздо через 3 тижні після вилуплення, а стають повністю самостійними ще через 3 тижні. Насиджують яйця та доглядають за пташенятами і самиці, і самці.